# Troglarmadillidium halophilum
Troglarmadillidium halophilum là một loài chân đều trong họ Armadillidiidae. Loài này được Sfenthourakis miêu tả khoa học năm 1993.